# 효덕태자
효덕태자(孝德太子, 생몰년 미상)는 고려의 왕족이다. 추존왕 대종과 선의태후 유씨의 장남이며, 성종의 친형이다. 성은 왕 본관은 개성이다. 이름은 기록되지 않아 알 수 없다.
아버지 대종은 태조와 신정왕태후의 아들이며, 어머니 선의태후는 태조와 정덕왕후의 딸이다. 따라서 효덕태자는 태조 왕건의 친손자이자 외손자이며, 그 외에도 수많은 고려 초기의 왕 및 왕비들과 혈족 관계를 이룬다. 아버지 대종과 선의태후가 요절하는 바람에, 효덕태자를 비롯한 대종의 자녀들은 친조모 신정왕태후가 양육하였다. 따라서 효덕태자는 신정왕태후의 본가인 황주(黃州)에서 살았을 것으로 추정된다.
성종이 친형인 효덕태자를 제치고 왕위에 오를 수 있었던 요인은 광종의 사위였기 때문이라 추측된다. 효덕태자의 삶에 대해서는 자세한 기록이 남아있지 않으며, 호는 효덕태자이다.